# Nati nel 1905/Giugno
| Questa pagina contiene informazioni ricavate automaticamente dalle voci biografiche con l'ausilio del template Bio e di un bot. L'aggiornamento è periodico e automatico e ricostruisce completamente la pagina. Se manca una persona in questa lista, sei pregato di non aggiungerla, ma accertati piuttosto che la sua voce biografica contenga il template Bio e che i dati anagrafici siano correttamente compilati. Se il template Bio manca, inseriscilo tu stesso o, in alternativa, metti l'avviso {{tmp\|Bio}} che ne segnala la mancanza. Se i dati riportati sono sbagliati, correggi direttamente la voce biografica; le modifiche saranno visibili in questa lista entro pochi giorni. Per chiarimenti vedi il progetto biografie. La lista contiene solo le 105 persone che sono citate nell'enciclopedia e per le quali è stato implementato correttamente il template Bio. Pagina aggiornata al 2 giu 2025. |

- 1º giugno - Werner Liebknecht, ingegnere tedesco
- 1º giugno - Robert Newton, attore inglese († 1956)
- 1º giugno - Shakhbut II bin Sultan Al Nahyan, sovrano († 1989)
- 1º giugno - Franz von Sonnleithner, diplomatico austriaco († 1981)
- 3 giugno - Giuseppe Cottone, critico letterario e poeta italiano († 2009)
- 3 giugno - Ed Don George, wrestler e lottatore statunitense († 1985)
- 3 giugno - Wanda Osiris, attrice e cantante italiana († 1994)
- 3 giugno - Beryl Smalley, storica, medievista e biblista inglese († 1984)
- 3 giugno - Tamasese Mea'ole, politico samoano († 1963)
- 3 giugno - Martin Gottfried Weiß, militare tedesco († 1946)
- 4 giugno - Tullio Aliatis, calciatore italiano († 1990)
- 4 giugno - Hans Gruber, calciatore tedesco († 1967)
- 4 giugno - Gerard Hallock, hockeista su ghiaccio statunitense († 1996)
- 5 giugno - John Abbott, attore britannico († 1996)
- 5 giugno - Gina Fasoli, storica italiana († 1992)
- 5 giugno - György Deák-Bárdos, compositore, organista e insegnante ungherese († 1991)
- 5 giugno - Edmon Ryan, attore statunitense († 1984)
- 6 giugno - Georges Chehata Anawati, orientalista, filosofo e storico delle religioni egiziano († 1994)
- 6 giugno - Euphrasia Donnelly, nuotatrice statunitense († 1963)
- 7 giugno - James J. Braddock, pugile statunitense († 1974)
- 8 giugno - Barna Occhini, scrittore, storico dell'arte e giornalista italiano († 1978)
- 8 giugno - Eugenio Reale, politico italiano († 1986)
- 9 giugno - Benjamin Murmelstein, rabbino austriaco († 1989)
- 9 giugno - Ricardo Pérez Godoy, generale e politico peruviano († 1992)
- 10 giugno - Carolyn Keene, scrittrice statunitense († 2002)
- 11 giugno - Gaetano di Borbone-Parma, nobile italiano († 1958)
- 11 giugno - Jurij Sergeevič Nikolaev, psichiatra, attivista e scrittore sovietico († 1998)
- 11 giugno - Georges Ouvray, calciatore francese († 1983)
- 11 giugno - Alfrēds Plade, calciatore lettone († 1944)
- 11 giugno - Stefano Sibaldi, attore e doppiatore italiano († 1996)
- 11 giugno - Enrico Volterra, ingegnere italiano († 1973)
- 12 giugno - Ray Barbuti, velocista statunitense († 1988)
- 12 giugno - Antun Bonačić, calciatore jugoslavo († 1948)
- 12 giugno - Stanislao Lepri, pittore italiano († 1980)
- 12 giugno - Edmond Loichot, calciatore svizzero († 1989)
- 12 giugno - Giuseppe Luraghi, dirigente d'azienda italiano († 1991)
- 12 giugno - Paul Samson, nuotatore e pallanuotista statunitense († 1982)
- 13 giugno - Chen Yun, politico cinese († 1995)
- 13 giugno - Antonio Dazzi, politico e diplomatico italiano († 1980)
- 13 giugno - Antoine Gentien, tennista francese († 1968)
- 13 giugno - Fritz Haller, sollevatore austriaco († 1961)
- 13 giugno - Franco Riccardi, schermidore italiano († 1968)
- 13 giugno - Antônia da Santa Cruz, supercentenaria brasiliana († 2022)
- 14 giugno - Liesel Bach, aviatrice e scrittrice tedesca († 1992)
- 14 giugno - Luigi Gaudenzi, pittore italiano († 1930)
- 15 giugno - Jean-Louis Bretteville, calciatore norvegese († 1956)
- 17 giugno - Arturo Gilardoni, ingegnere e imprenditore italiano († 1987)
- 17 giugno - Jozef Lettrich, politico e avvocato slovacco († 1969)
- 17 giugno - Celeste Negarville, antifascista e giornalista italiano († 1959)
- 18 giugno - Kay Kyser, musicista statunitense († 1985)
- 18 giugno - Leonid Michajlovič Lavrovskij, coreografo, ballerino e direttore artistico russo († 1967)
- 18 giugno - Ettore Mazzoleni, direttore d'orchestra, insegnante e scrittore svizzero († 1968)
- 18 giugno - Thomas S. Power, generale statunitense († 1970)
- 18 giugno - Eduard Tubin, compositore e direttore d'orchestra estone († 1982)
- 19 giugno - Edward Anderson, scrittore statunitense († 1969)
- 19 giugno - Eliot Hodgkin, pittore britannico († 1987)
- 19 giugno - Mildred Natwick, attrice statunitense († 1994)
- 19 giugno - George Voskovec, attore cecoslovacco († 1981)
- 20 giugno - Emilio Balletti, politico italiano († 1986)
- 20 giugno - Elemér Berkessy, calciatore e allenatore di calcio ungherese († 1993)
- 20 giugno - Lillian Hellman, scrittrice e drammaturga statunitense († 1984)
- 20 giugno - Ada Sereni, attivista italiana († 1997)
- 21 giugno - Luigi Barbero, vescovo cattolico italiano († 1971)
- 21 giugno - Tino Bianchi, attore italiano († 1996)
- 21 giugno - Marise Ferro, scrittrice, giornalista e saggista italiana († 1991)
- 21 giugno - Jacques Goddet, giornalista francese († 2000)
- 21 giugno - Stuart Palmer, scrittore statunitense († 1968)
- 21 giugno - William H. Parker, poliziotto statunitense († 1966)
- 21 giugno - Jiří Reitman, pallanuotista cecoslovacco († 1945)
- 21 giugno - Jean-Paul Sartre, filosofo, scrittore e drammaturgo francese († 1980)
- 21 giugno - Paolo Zerbino, politico e prefetto italiano († 1945)
- 22 giugno - Bartolomeo Cannizzo, politico italiano († 1967)
- 22 giugno - Alessandro Grassini, calciatore italiano
- 22 giugno - Aurelia Gruber Benco, politica e giornalista italiana († 1995)
- 22 giugno - Ivo Pedretti, calciatore italiano († 1988)
- 23 giugno - Stewart Chaney, scenografo statunitense († 1969)
- 23 giugno - Giovanni Gravisi, calciatore italiano
- 23 giugno - Giovanni Vincenzi, calciatore e allenatore di calcio italiano († 1970)
- 24 giugno - Fred Alderman, velocista statunitense († 1998)
- 24 giugno - Carlo Borghesio, regista, sceneggiatore e montatore italiano († 1983)
- 24 giugno - Giorgio Cansacchi, giurista italiano († 1987)
- 24 giugno - Giovanni Ermiglia, attivista italiano († 2004)
- 24 giugno - Georgia Hale, attrice statunitense († 1985)
- 24 giugno - Rex Whistler, pittore e costumista britannico († 1944)
- 25 giugno - Etrusco Benci, partigiano e antifascista italiano († 1943)
- 25 giugno - Rezső Szulik, calciatore ungherese († 1969)
- 25 giugno - Rupert Wildt, astronomo statunitense († 1976)
- 26 giugno - Arduino Buri, militare e aviatore italiano († 1981)
- 26 giugno - Raffaello Ramat, critico letterario e partigiano italiano († 1967)
- 27 giugno - Mary Fitzalan-Howard, nobildonna inglese († 1992)
- 27 giugno - Kwan Tak-hing, attore cinematografico cinese († 1996)
- 28 giugno - Francesco Barberi, bibliotecario italiano († 1988)
- 28 giugno - Ashley Montagu, antropologo e saggista inglese († 1999)
- 28 giugno - Arthur Maria Rabenalt, regista austriaco († 1993)
- 28 giugno - Fausto Stefenelli, ambientalista e alpinista italiano († 1989)
- 29 giugno - Manuel Altolaguirre, poeta spagnolo († 1959)
- 29 giugno - Pietro Fossati, ciclista su strada italiano († 1945)
- 29 giugno - Paul Frankeur, attore francese († 1974)
- 29 giugno - Enrico Rivolta, calciatore italiano († 1974)
- 29 giugno - Raffaele Saggio, politico italiano († 1966)
- 29 giugno - Louis Scutenaire, scrittore e poeta belga († 1987)
- 30 giugno - John Harmon, attore statunitense († 1985)
- 30 giugno - Nestor Paiva, attore statunitense († 1966)
- 30 giugno - Vinzenz Schöttl, militare tedesco († 1946)
- 30 giugno - John Van Ryn, tennista statunitense († 1999)